# مراد أباد (أرزوئية)
مراد أباد (بالفارسية: مرادآباد) هي قرية تقع في إيران في Arzuiyeh Rural District. يقدر عدد سكانها بـ 38 نسمة .